# Herman van Nassau
Herman van Nassau († 16 juli vóór 1206), Duits: Hermann Graf von Nassau, was graaf van Nassau. Hij werd later geestelijke.

## Biografie

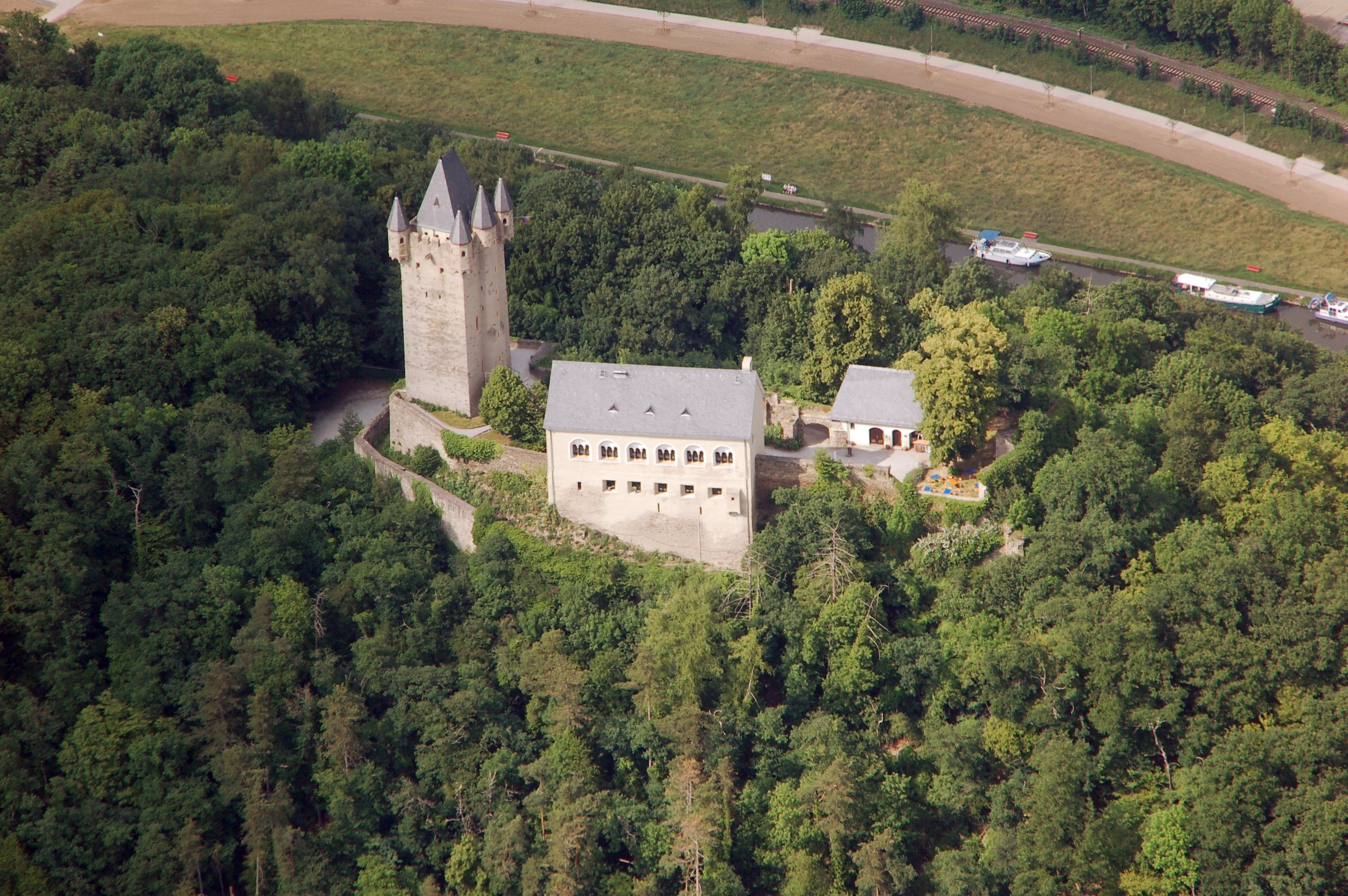
De Burcht Nassau

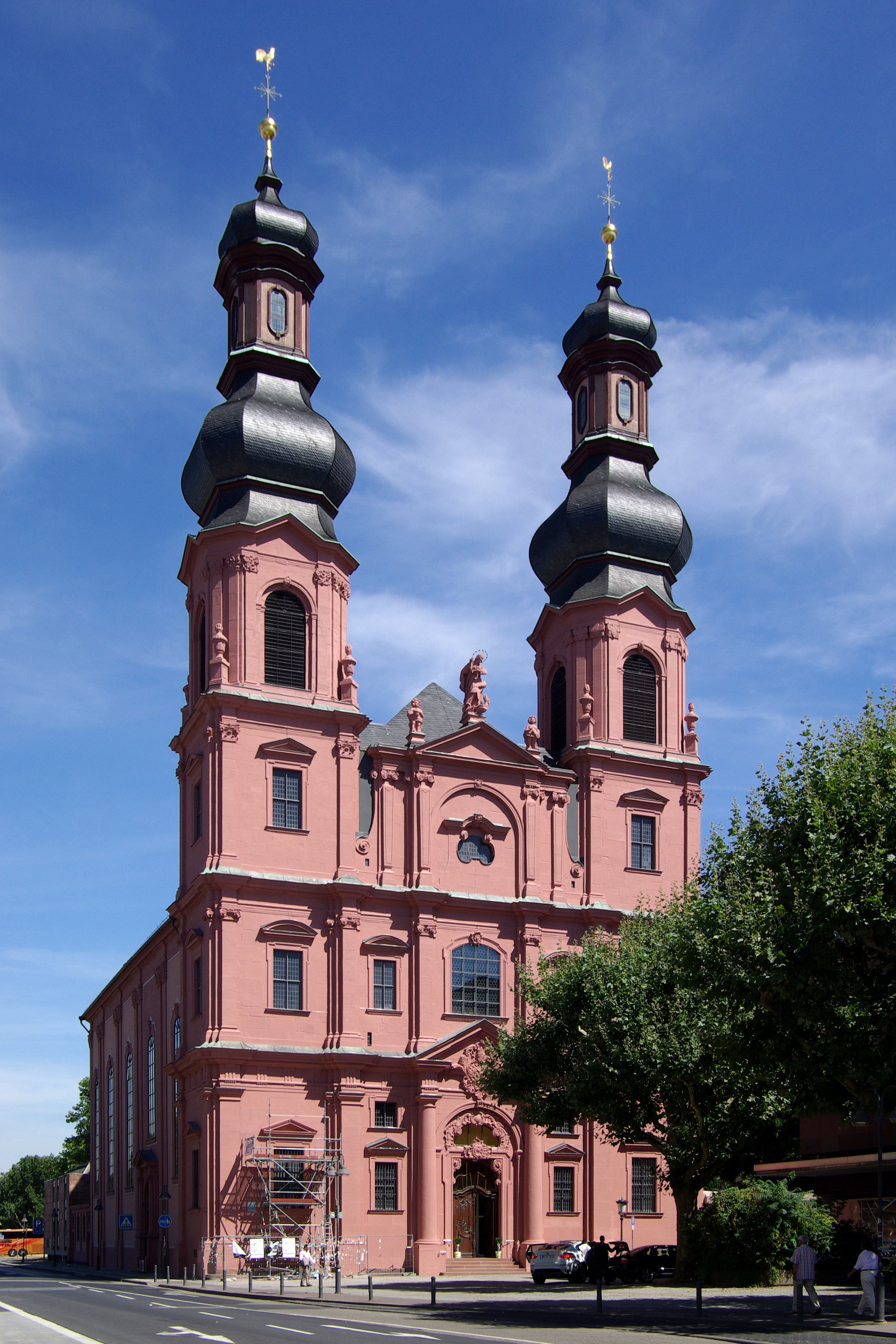
De Sint-Petruskerk te Mainz

Herman was de zoon van graaf Rupert III ‘de Strijdbare’ van Nassau en Elisabeth van Leiningen.
Hij wordt tussen 1190 en 1192 vermeld als graaf van Nassau. Hij regeerde samen met Walram I, de neef van zijn vader.

Herman werd in 1192 domheer van de Sint-Petruskerk te Mainz. Hij is waarschijnlijk niet gehuwd geweest en is zonder nageslacht overleden. Hij werd opgevolgd door Walram I.

## Voorouders
| Voorouders van Herman van Nassau | Voorouders van Herman van Nassau                                                          | Voorouders van Herman van Nassau                                                           | Voorouders van Herman van Nassau                                                          | Voorouders van Herman van Nassau                                                          | Voorouders van Herman van Nassau                                                          | Voorouders van Herman van Nassau                                                          | Voorouders van Herman van Nassau                                                          | Voorouders van Herman van Nassau                                                          |
| -------------------------------- | ----------------------------------------------------------------------------------------- | ------------------------------------------------------------------------------------------ | ----------------------------------------------------------------------------------------- | ----------------------------------------------------------------------------------------- | ----------------------------------------------------------------------------------------- | ----------------------------------------------------------------------------------------- | ----------------------------------------------------------------------------------------- | ----------------------------------------------------------------------------------------- |
| Betovergrootouders               | Dudo van Laurenburg (?–vóór 1124) ⚭ ... van Arnstein (?–?)                                | Walram II ‘de Heiden’ van Limburg (1080/85–1139) ⚭ 1107/10 Jutta van Gelre (ca. 1087–1151) | ? (?–?) ⚭ ? (?–?)                                                                         | ? (?–?) ⚭ ? (?–?)                                                                         | Emico II van Leiningen (?–na 1179) ⚭ Elisa (?–na 1179)                                    | ? (?–?) ⚭ ? (?–?)                                                                         | ? (?–?) ⚭ ? (?–?)                                                                         | ? (?–?) ⚭ ? (?–?)                                                                         |
| Overgrootouders                  | Rupert I van Laurenburg (?–1154) ⚭ vóór 1135 Beatrix van Limburg (?–na 1164)              | Rupert I van Laurenburg (?–1154) ⚭ vóór 1135 Beatrix van Limburg (?–na 1164)               | ? (?–?) ⚭ ? (?–?)                                                                         | ? (?–?) ⚭ ? (?–?)                                                                         | Frederik I van Leiningen ? (?–1190/93) ⚭ ? (?–?)                                          | Frederik I van Leiningen ? (?–1190/93) ⚭ ? (?–?)                                          | ? (?–?) ⚭ ? (?–?)                                                                         | ? (?–?) ⚭ ? (?–?)                                                                         |
| Grootouders                      | Arnold II van Laurenburg ? (?–1158/59) ⚭ ? (?–?)                                          | Arnold II van Laurenburg ? (?–1158/59) ⚭ ? (?–?)                                           | Arnold II van Laurenburg ? (?–1158/59) ⚭ ? (?–?)                                          | Arnold II van Laurenburg ? (?–1158/59) ⚭ ? (?–?)                                          | Emico III van Leiningen ? (?–1208) ⚭ ? (?–?)                                              | Emico III van Leiningen ? (?–1208) ⚭ ? (?–?)                                              | Emico III van Leiningen ? (?–1208) ⚭ ? (?–?)                                              | Emico III van Leiningen ? (?–1208) ⚭ ? (?–?)                                              |
| Ouders                           | Rupert III ‘de Strijdbare’ van Nassau (?–1191) ⚭ 1169 Elisabeth van Leiningen (?–1235/38) | Rupert III ‘de Strijdbare’ van Nassau (?–1191) ⚭ 1169 Elisabeth van Leiningen (?–1235/38)  | Rupert III ‘de Strijdbare’ van Nassau (?–1191) ⚭ 1169 Elisabeth van Leiningen (?–1235/38) | Rupert III ‘de Strijdbare’ van Nassau (?–1191) ⚭ 1169 Elisabeth van Leiningen (?–1235/38) | Rupert III ‘de Strijdbare’ van Nassau (?–1191) ⚭ 1169 Elisabeth van Leiningen (?–1235/38) | Rupert III ‘de Strijdbare’ van Nassau (?–1191) ⚭ 1169 Elisabeth van Leiningen (?–1235/38) | Rupert III ‘de Strijdbare’ van Nassau (?–1191) ⚭ 1169 Elisabeth van Leiningen (?–1235/38) | Rupert III ‘de Strijdbare’ van Nassau (?–1191) ⚭ 1169 Elisabeth van Leiningen (?–1235/38) |